# 上小川駅
上小川駅（かみおがわえき）は、茨城県久慈郡大子町大字頃藤（ころふじ）にある東日本旅客鉄道（JR東日本）水郡線の駅である。

## 歴史
- 1925年（大正14年）8月15日：国有鉄道の駅として開業[2]。
- 1970年（昭和45年）10月1日：貨物扱い廃止[2]。
- 1983年（昭和58年）6月1日：水郡線のCTC化により無人化[3]。荷物扱い廃止[4]。行き違い設備は存続し、駅舎内で地方公共団体に乗車券発売を委託した簡易委託駅となる。
- 1987年（昭和62年）4月1日：国鉄分割民営化により、JR東日本の駅となる[2]。
- 1990年（平成2年）11月：公民館と役場の出張所を併設した駅舎に改築[5]。
- 2019年（令和元年）
  - 10月13日：令和元年東日本台風（台風19号）の影響で袋田 - 常陸大子間の第六久慈川橋が落橋、磐城浅川 - 里白石間の第二社川橋が流出したことにより、全線不通となる。
  - 10月16日：常陸大宮 - 常陸大子間で臨時バス運行開始。
  - 11月1日：常陸大宮 - 西金間及び常陸大子 - 安積永盛・郡山間で運行再開。西金から常陸大子までは代行バスを運行[6]。
- 2021年（令和3年）3月27日：袋田 - 常陸大子間運行再開に伴い、代行バスの運行終了。

## 駅構造
相対式ホーム2面2線を有する地上駅。互いのホームは跨線橋で連絡している。保線機器用の側線がある。
水郡線統括センター（常陸大子駅）管理の簡易委託駅。駅舎には公民館が併設されている。

### のりば

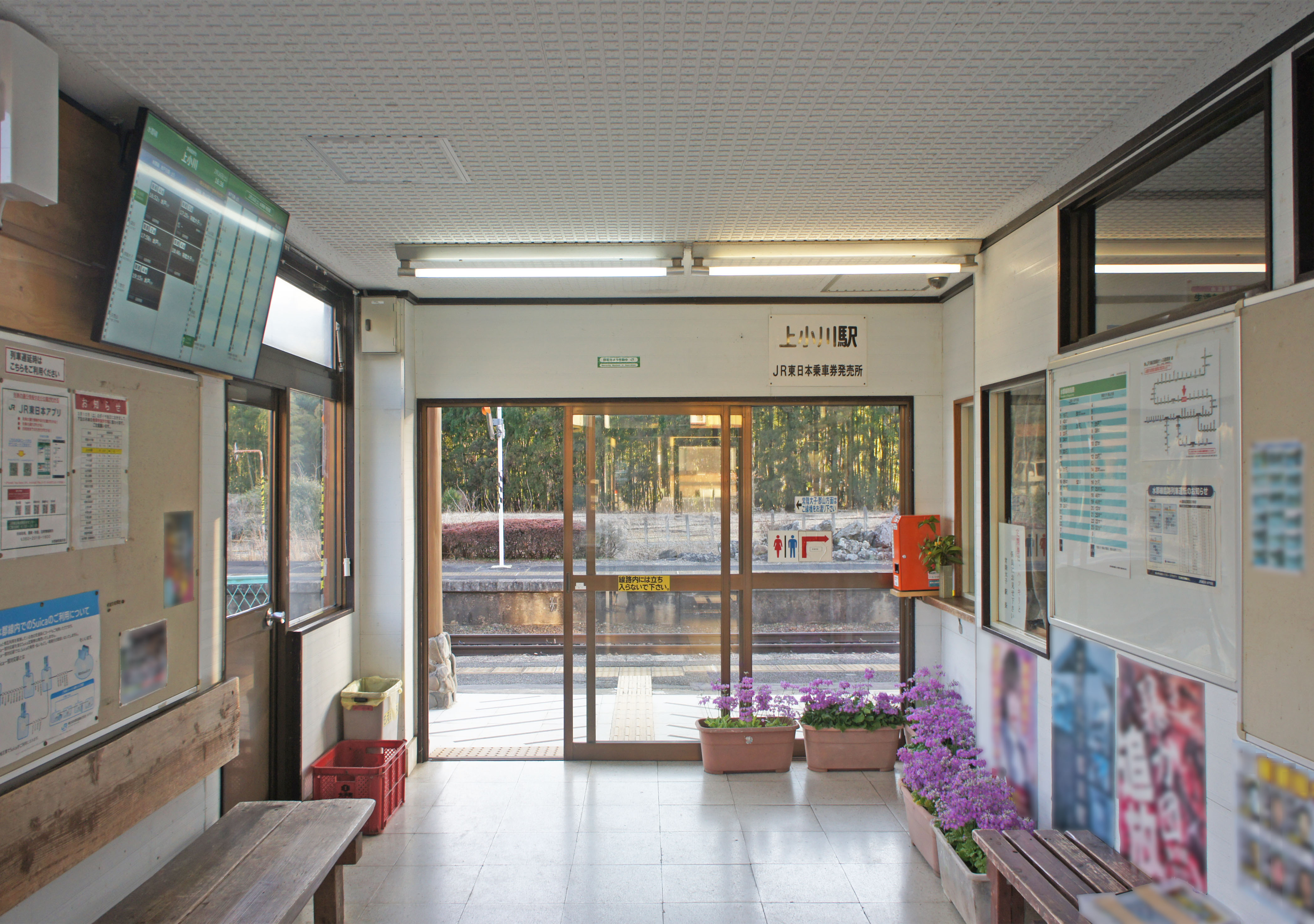
改札口（2022年2月）
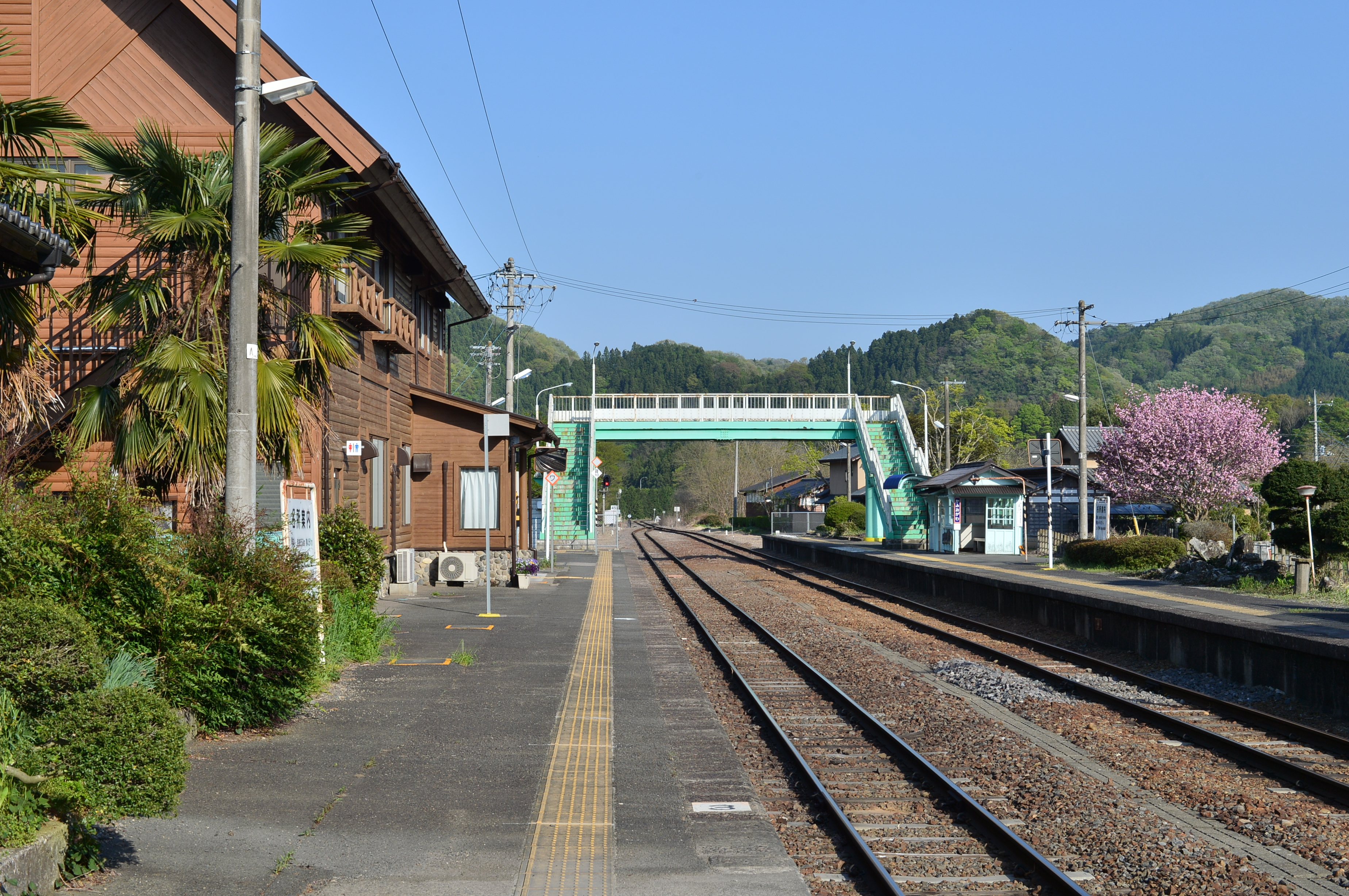
ホーム（2015年4月）

| ホーム | 路線    | 方向 | 行先               |
| ------ | ------- | ---- | ------------------ |
| 駅舎側 | ■水郡線 | 上り | 水戸方面           |
| 反対側 | ■水郡線 | 下り | 常陸大子・郡山方面 |

（出典：JR東日本:駅構内図）
- 案内上のホーム番号は設定されていない。

- 改札口（2022年2月）
- ホーム（2015年4月）

## 利用状況
JR東日本によると、2023年度（令和5年度）の1日平均乗車人員は35人である。
2001年度（平成13年度）以降の推移は以下のとおりである。
| 乗車人員推移       | 乗車人員推移     | 乗車人員推移    |
| 年度               | 1日平均 乗車人員 | 出典            |
| ------------------ | ---------------- | --------------- |
| 2001年（平成13年） | 139              | [ 利用客数 2 ]  |
| 2002年（平成14年） | 148              | [ 利用客数 3 ]  |
| 2003年（平成15年） | 146              | [ 利用客数 4 ]  |
| 2004年（平成16年） | 138              | [ 利用客数 5 ]  |
| 2005年（平成17年） | 127              | [ 利用客数 6 ]  |
| 2006年（平成18年） | 123              | [ 利用客数 7 ]  |
| 2007年（平成19年） | 117              | [ 利用客数 8 ]  |
| 2008年（平成20年） | 121              | [ 利用客数 9 ]  |
| 2009年（平成21年） | 114              | [ 利用客数 10 ] |
| 2010年（平成22年） | 107              | [ 利用客数 11 ] |
| 2011年（平成23年） | 96               | [ 利用客数 12 ] |
| 2012年（平成24年） | 96               | [ 利用客数 13 ] |
| 2013年（平成25年） | 83               | [ 利用客数 14 ] |
| 2014年（平成26年） | 83               | [ 利用客数 15 ] |
| 2015年（平成27年） | 78               | [ 利用客数 16 ] |
| 2016年（平成28年） | 66               | [ 利用客数 17 ] |
| 2017年（平成29年） | 54               | [ 利用客数 18 ] |
| 2018年（平成30年） | 46               | [ 利用客数 19 ] |
| 2019年（令和元年） | 32               | [ 利用客数 20 ] |
| 2020年（令和02年） | 29               | [ 利用客数 21 ] |
| 2021年（令和03年） | 34               | [ 利用客数 22 ] |
| 2022年（令和04年） | 36               | [ 利用客数 23 ] |
| 2023年（令和05年） | 35               | [ 利用客数 1 ]  |

## 駅周辺

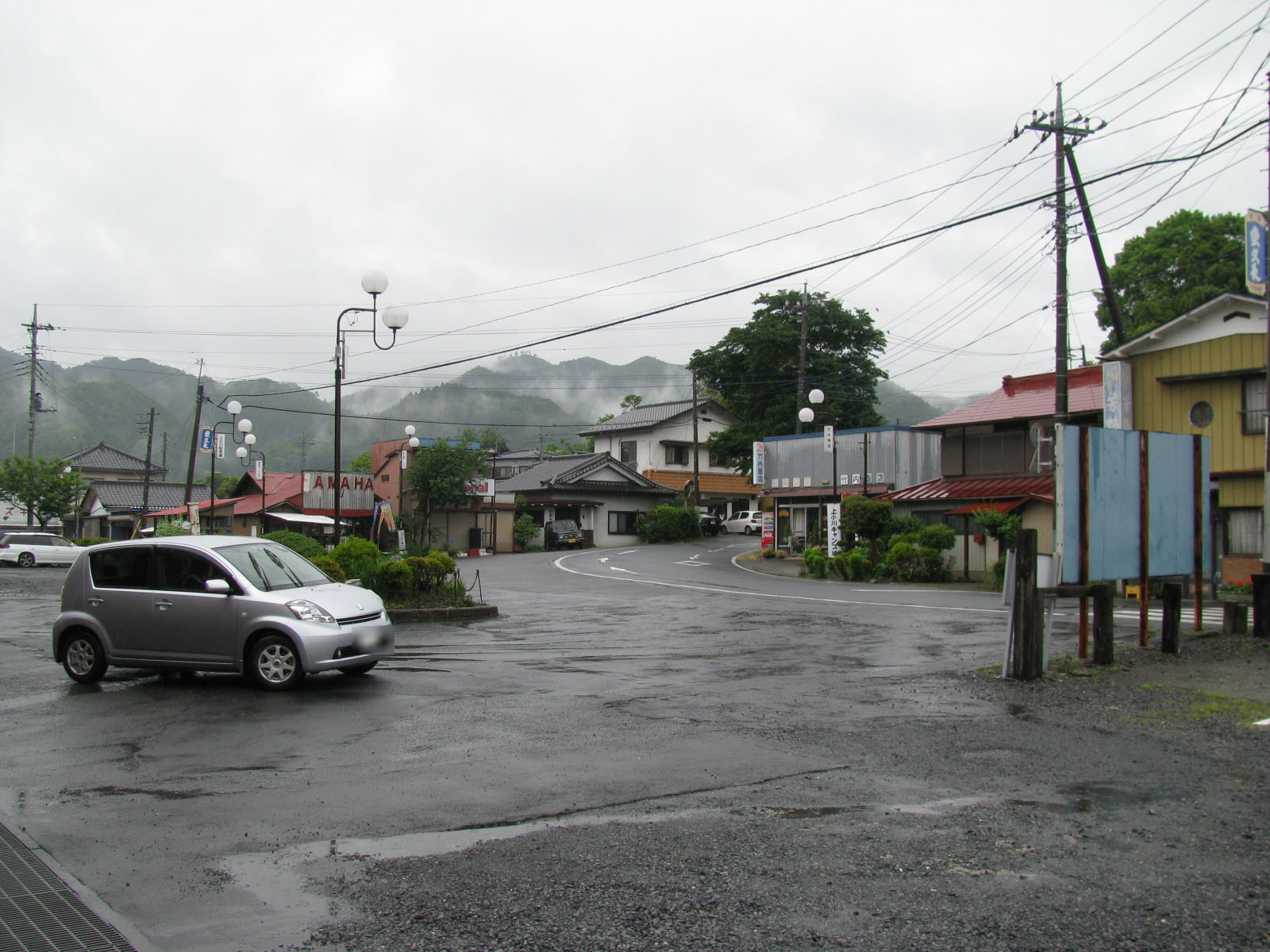
駅前周辺（2008年5月）

- 上小川キャンプ場
- 上小川郵便局
- 大子町立上小川小学校
- 大子町立南中学校
- 茨城県立大子特別支援学校
- 国道118号
- 久慈川
  - 奥久慈渓谷

### バス路線
停留所名は「上小川駅前」。高速バスの停留所もあったが2019年4月に廃止となった。
- 茨城交通
  - 大子駅・大子営業所行 / 栃原新田行

## 隣の駅
東日本旅客鉄道（JR東日本）
■水郡線
西金駅 - 上小川駅 - 袋田駅

### 記事本文
1. 1 2 3  『週刊 JR全駅・全車両基地』 42号 水戸駅・常陸太田駅・高萩駅ほか74駅、朝日新聞出版〈週刊朝日百科〉、2013年6月9日、25頁。
2. 1 2 3 4  石野哲（編）『停車場変遷大事典 国鉄・JR編 Ⅱ』（初版）JTB、1998年10月1日、441頁。ISBN 978-4-533-02980-6。
3. ↑  “「通報」●水郡線常陸青柳駅ほか13駅の駅員無配置について（旅客局）”. 鉄道公報 (日本国有鉄道総裁室文書課):  p. 2. (1983年6月1日)
4. ↑  “日本国有鉄道公示第35号”. 官報 (16896). (1983年6月1日)
5. 1 2  “JR東日本 変ぼうするローカル駅”. 交通新聞 (交通新聞社):  p. 2. (1992年9月4日)
6. ↑  “台風第19号の影響による水郡線の運転計画について（11月1日から）” (PDF).   東日本旅客鉄道株式会社水戸支社. 2019年11月15日時点のオリジナルよりアーカイブ。2019年11月15日閲覧。

### 利用状況
1. 1 2  “各駅の乗車人員（2023年度）”.   東日本旅客鉄道. 2024年7月21日閲覧。
2. ↑  “各駅の乗車人員（2001年度）”.   東日本旅客鉄道. 2019年3月1日閲覧。
3. ↑  “各駅の乗車人員（2002年度）”.   東日本旅客鉄道. 2019年3月1日閲覧。
4. ↑  “各駅の乗車人員（2003年度）”.   東日本旅客鉄道. 2019年3月1日閲覧。
5. ↑  “各駅の乗車人員（2004年度）”.   東日本旅客鉄道. 2019年3月1日閲覧。
6. ↑  “各駅の乗車人員（2005年度）”.   東日本旅客鉄道. 2019年3月1日閲覧。
7. ↑  “各駅の乗車人員（2006年度）”.   東日本旅客鉄道. 2019年3月1日閲覧。
8. ↑  “各駅の乗車人員（2007年度）”.   東日本旅客鉄道. 2019年3月1日閲覧。
9. ↑  “各駅の乗車人員（2008年度）”.   東日本旅客鉄道. 2019年3月1日閲覧。
10. ↑  “各駅の乗車人員（2009年度）”.   東日本旅客鉄道. 2019年3月1日閲覧。
11. ↑  “各駅の乗車人員（2010年度）”.   東日本旅客鉄道. 2019年3月1日閲覧。
12. ↑  “各駅の乗車人員（2011年度）”.   東日本旅客鉄道. 2019年3月1日閲覧。
13. ↑  “各駅の乗車人員（2012年度）”.   東日本旅客鉄道. 2019年3月1日閲覧。
14. ↑  “各駅の乗車人員（2013年度）”.   東日本旅客鉄道. 2019年3月1日閲覧。
15. ↑  “各駅の乗車人員（2014年度）”.   東日本旅客鉄道. 2019年3月1日閲覧。
16. ↑  “各駅の乗車人員（2015年度）”.   東日本旅客鉄道. 2019年3月1日閲覧。
17. ↑  “各駅の乗車人員（2016年度）”.   東日本旅客鉄道. 2019年3月1日閲覧。
18. ↑  “各駅の乗車人員（2017年度）”.   東日本旅客鉄道. 2019年3月1日閲覧。
19. ↑  “各駅の乗車人員（2018年度）”.   東日本旅客鉄道. 2019年7月21日閲覧。
20. ↑  “各駅の乗車人員（2019年度）”.   東日本旅客鉄道. 2020年7月16日閲覧。
21. ↑  “各駅の乗車人員（2020年度）”.   東日本旅客鉄道. 2021年7月11日閲覧。
22. ↑  “各駅の乗車人員（2021年度）”.   東日本旅客鉄道. 2022年8月12日閲覧。
23. ↑  “各駅の乗車人員（2022年度）”.   東日本旅客鉄道. 2023年7月10日閲覧。